# 마산공업고등학교
마산공업고등학교(馬山工業高等學校)는 대한민국 경상남도 창원시 마산회원구 합성동에 있는 사립 고등학교이다.

## 학교 연혁
- 1950년 3월 25일 : 재단법인 무학학원 설립 인가, 초대 이사장 옥종수
- 1950년 5월 19일 : 마산고등기술학원 고등과로 개교, 초대 교장 김병옥
- 1951년 5월 20일 : 마산공업고등기술학교 설립 인가(방직과, 응용화학과)
- 1953년 4월 1일 : 마산공업고등학교 설립 인가
- 1954년 3월 2일 : 제1회 졸업식(69명)
- 1956년 6월 30일 : 신축교사 이전(마산시 산호동 10-3)
- 1974년 3월 26일 : 학교법인 경남학원으로 합병 [1974~1987]
- 1982년 2월 24일 : 신축교사 이전(마산시 합성동 12-3, 도로명 창원시 마산회원구 합성동 교육단지로 53)
- 1987년 3월 5일 : 학교법인 규성학원 설립 인가, 초대 이사장 박재규
- 2007년 12월 4일 : 특성화 고등학교로 지정
- 2021년 4월 15일 : 제5대 이사장 유연주
- 2021년 9월 1일 : 제18대 교장 배경호 취임
- 2023년 1월 18일 : 제70회 졸업식 190명, 총 졸업생 수 30,440명

## 설치 학과
- 메카트로닉스과
- 기계과
- 전기과
- 스마트팩토리과
- 스마트융합설비과

## 참고 자료
- 마산공업고등학교 - 한국교육학술정보원 학교알리미